# Мацеста (скульптурная композиция)
«Маце́ста» — скульптурная композиция, персонифицированный образный портрет всемирно известного курорта Мацеста. Один из самых известных и узнаваемых символов города.

## Расположение
Находится в выгодной перспективе на центральной улице города — Курортном проспекте при повороте на аллею Челтенхема — главную улицу микрорайона Мацеста в Хостинском районе Сочи, Краснодарский край, Россия.

## История создания
Памятник открыт в 1967 году. Автор — сочинский скульптор И. Я. Гуслева, архитектор — Е. А. Сердюков. Созданная скульптором скульптура была гармонично вмонтирована архитектором в горный склон.
17 августа 2015 года приказом Управления государственной охраны объектов культурного наследия Краснодарского края признана выявленным объектом культурного наследия, а 8.04.2016 г. — включена в реестр объектов культурного наследия Краснодарского края.

## Описание
Вырезанная из местного природного камня (плотного песчаника светлого цвета) скульптура представляет собой фигуру девушки-горянки, обнимающей гору. Выполнена в уникальной изобразительной манере — как бы созданная самой природой, выросшая из скалы; оригинально использована естественная пластика природного материала. С проезжей части проспекта к композиции поднимается лестница, а непосредственно перед скульптурой оборудован каскадный фонтан, символизирующий воды реки Мацесты. Рядом с композицией укреплена плита с надписью «Мацеста». Автор иллюстрировала местное убыхское предание о красивой, сильной и отважной девушке Мацесте, ценой собственной жизни открывшей для людей источник целебной воды.

## Современное состояние
В советское время и 1990-е годы, пока работал НИИ Курортологии и Физиотерапии на примыкающей территории, скульптурная композиция и территория вокруг неё поддерживались в должном состоянии сотрудниками данного учреждения. В конце 1990-х НИИ Курортологии покинул эту территорию, примерно тогда же и скульптурная композиция оказалась брошена на произвол судьбы. Уход соответствующими муниципальными службами производился лишь изредка, в основном к крупным датам, в остальное время уникальный символ города зарастал сорной растительностью и мусором. С 2011 года регулярный уход за скульптурной композицией производится в основном силами неравнодушных энтузиастов, которыми в настоящее время объект поддерживается в удовлетворительном состоянии.
В 2001—2002 гг., предположительно в результате падения дерева, была утрачена значительная часть развевающихся волос на правой стороне головы скульптуры. Наиболее крупный отколовшийся фрагмент лежит за спиной девушки. В 2012 году была предпринята попытка реставрации, однако в силу ограниченности бюджета мероприятия (проводилось на средства, выделенные неравнодушным сочинским депутатом), первоначальный вид скульптуре вернуть так и не удалось — в частности, из-за отсутствия грузоподъемной техники, вместо закрепления «родного» массивного каменного фрагмента развевающиеся волосы на правой стороне головы были воссозданы из мелких кусочков камня, скрепленных цементным раствором, без учёта авторского внешнего вида.
В настоящее время скульптура нуждается в полноценной профессиональной реставрации: за почти 50 лет под воздействием погодных факторов во многих местах вымыло цемент, скрепляющий каменные блоки, пострадала и сама поверхность камня — требуется его консервация. Необходимо и полное восстановление первоначального внешнего вида. Требуется также восстановление фонтана и подсветки, неоднократные попытки чего предпринимались за последние несколько лет, однако из-за отсутствия должной охраны фонтан и подсветка вскоре выводились из строя вандалами.
Несмотря на очевидную художественную и историческую ценность и символичность для Сочи, до последнего времени скульптура не числилась в реестре объектов культурного наследия и соответственно, не имела никакого охранного статуса. Опять же силами неравнодушных жителей Сочи в 2013 году были собраны средства на историко-культурную экспертизу и выполнены необходимые и непростые действия для того, чтобы исправить данное упущение, итогом чего стало присвоение «Мацесте» статуса объекта культурного наследия Краснодарского края.